# Hirokazu Kanazawa
Hirokazu Kanazawa (金澤 弘和, * 3. května 1931 – 8. prosince 2019) byl japonský instruktor Šótókan karate.
Je zakladatelem organizace Shotokan Karate-do International Federation (SKIF) – Mezinárodní federace Šótókan Karate-do, (listopad 1978) poté, co opustil Japan Karate Association (JKA) – Japonskou asociaci karate. Kanazawa je jeden z mála mistrů, kteří dosáhli 10. danu, nejvyššího stupně, který může karatista dosáhnout. Kanazawa vyhrál úplně první mistrovství Japonska v kumite v roce 1957. Měl zlomenou ruku a přece bojoval – nechtěl zklamat svoji matku, která jela velkou dálku, aby ho viděla zápasit. Následující rok vyhrál Kanazawa titul v kata i v kumite, kde se dělil o titul mistra Japonska s Takayuki Mikami. Vítězství v kumite předcházel jeden z nejzajímavějších okamžiků v historii turnajů Šótókan karate. Mikami a Kanazawa byli spolužáci i spolubydlící po celou dobu jejich kariéry karatistů, ale celý rok až do tohoto mistrovství spolu nebojovali, protože Mikami odjel vyučovat na 2 roky karate na Filipíny. Když spolu bojovali ve finále, udělali jen několik málo technik – znali se až příliš dobře. Kroužili kolem sebe a čekali na odkrytí toho druhého, ale to se nestalo a zápas byl standardně ukončen. Z tohoto důvodu oba dva instruktoři obdrželi titul mistrů Japonska v karate pro rok 1958.
Shotokan karate, který karate přinesl z Okinawy do Japonska. Kanazawa také jako jeden z prvních úspěšně absolvoval tréninkový program JKA instruktorů (předtím než se Kanazawa od JKA odštěpil, aby založil svoji organizaci SKIF). V tomtéž programu souběžně s Kanazawou také graduovali Takayuki Mikami a Eiji Takaura.